# Riksza rowerowa

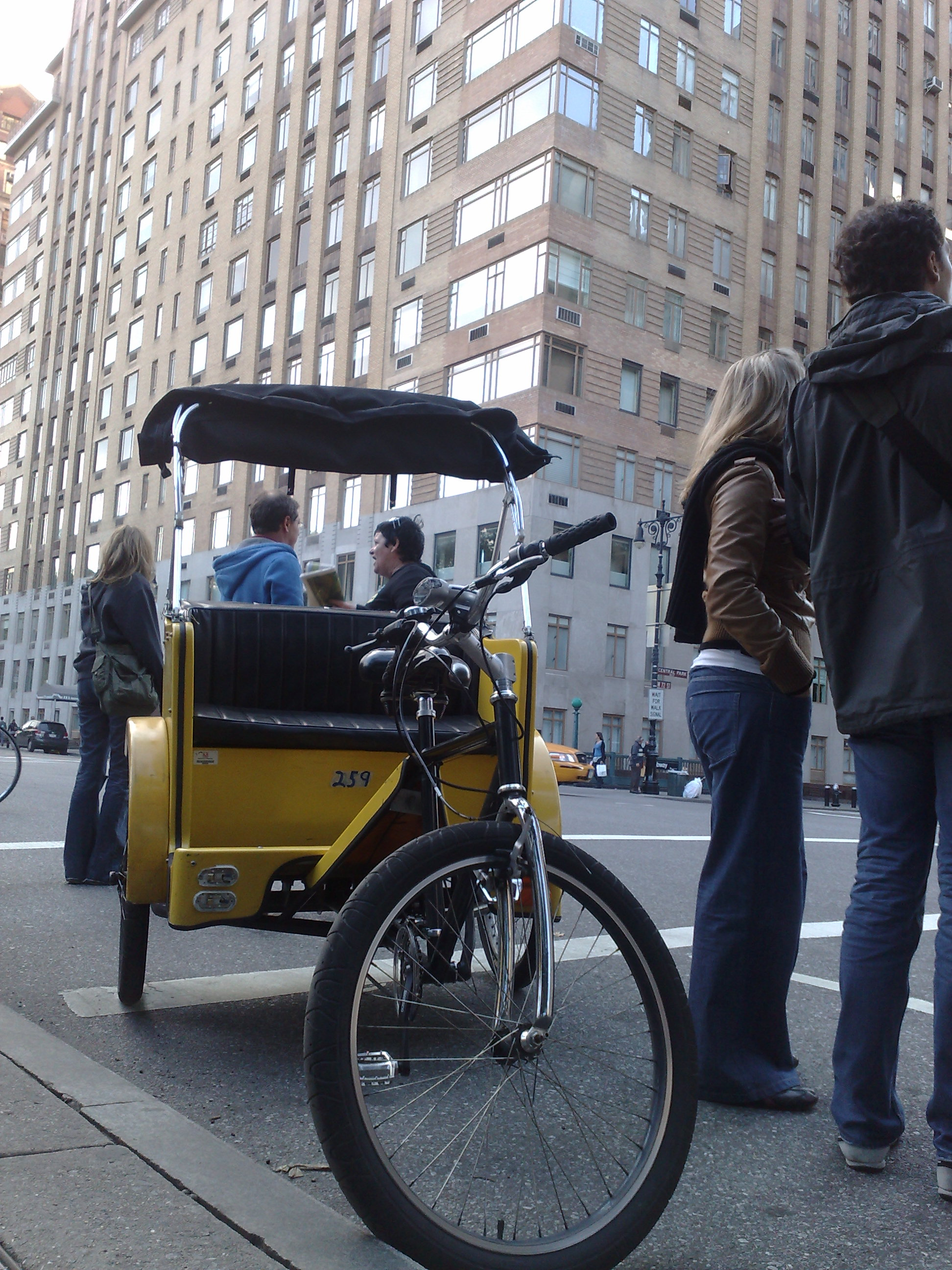
Riksza rowerowa, nazywana w USA Pedicab na ulicach Nowego Jorku

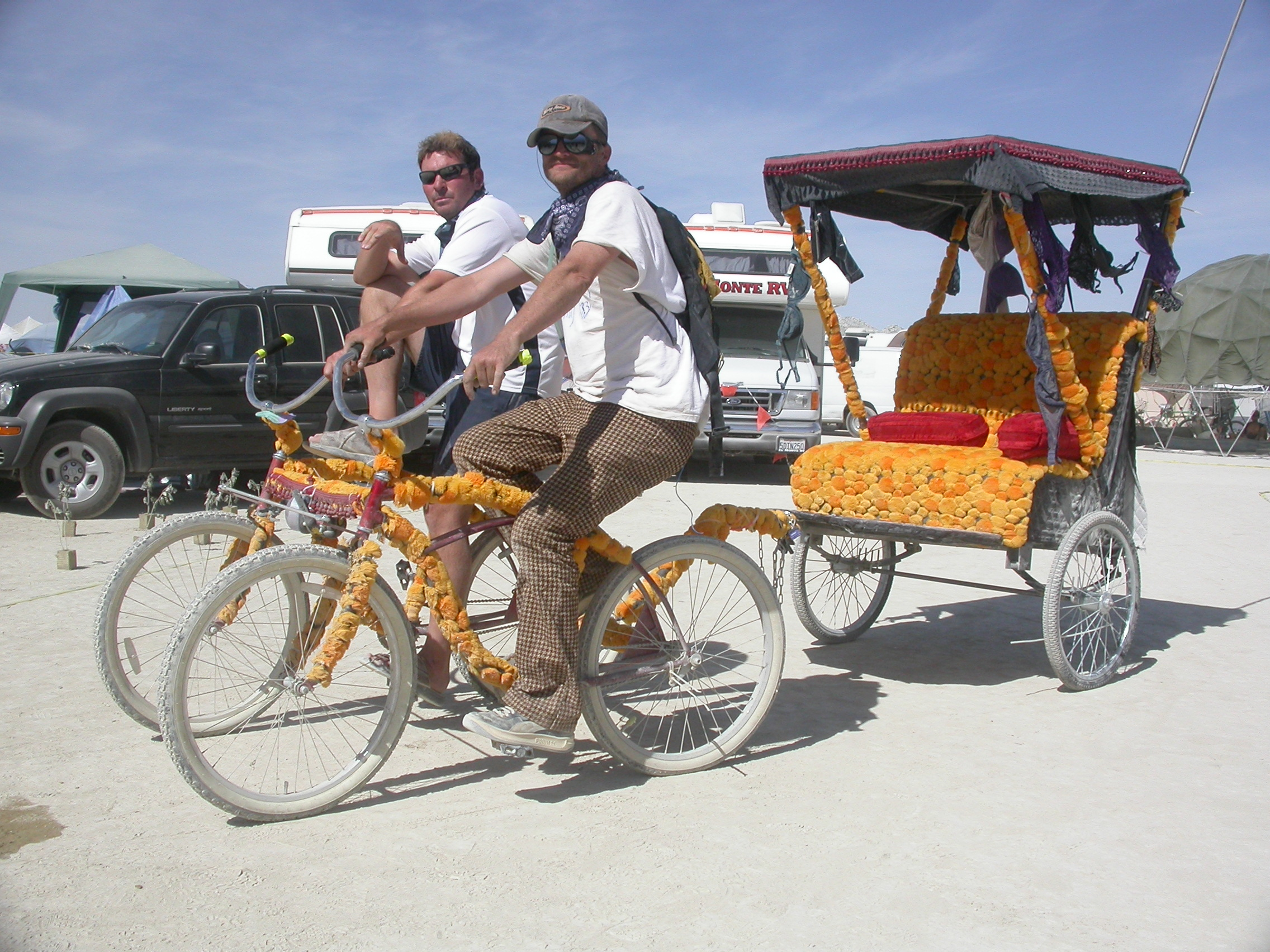
Riksza rowerowa na festiwalu Burning Man w stanie Nevada

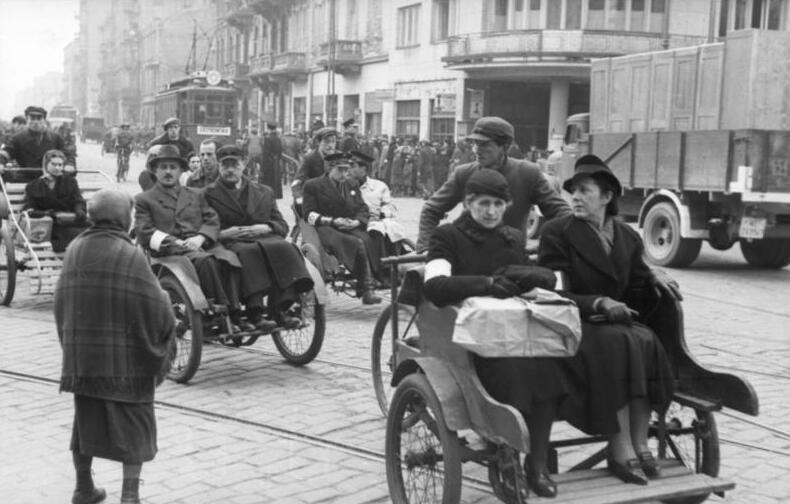
Riksza rowerowa w getcie warszawskim w trakcie II wojny światowej.

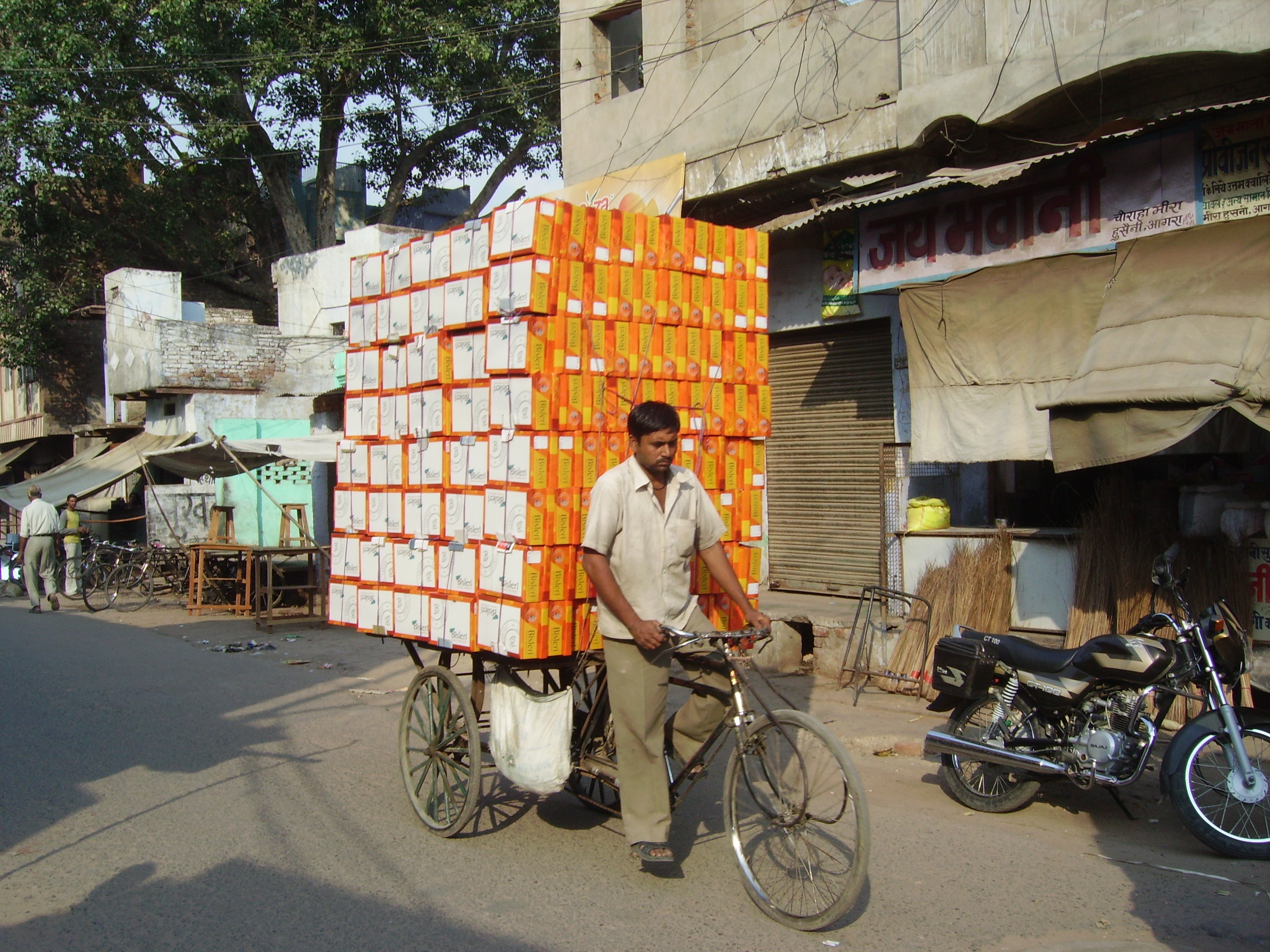
Riksza rowerowa wioząca pudełka z butami na ulicach Agry.

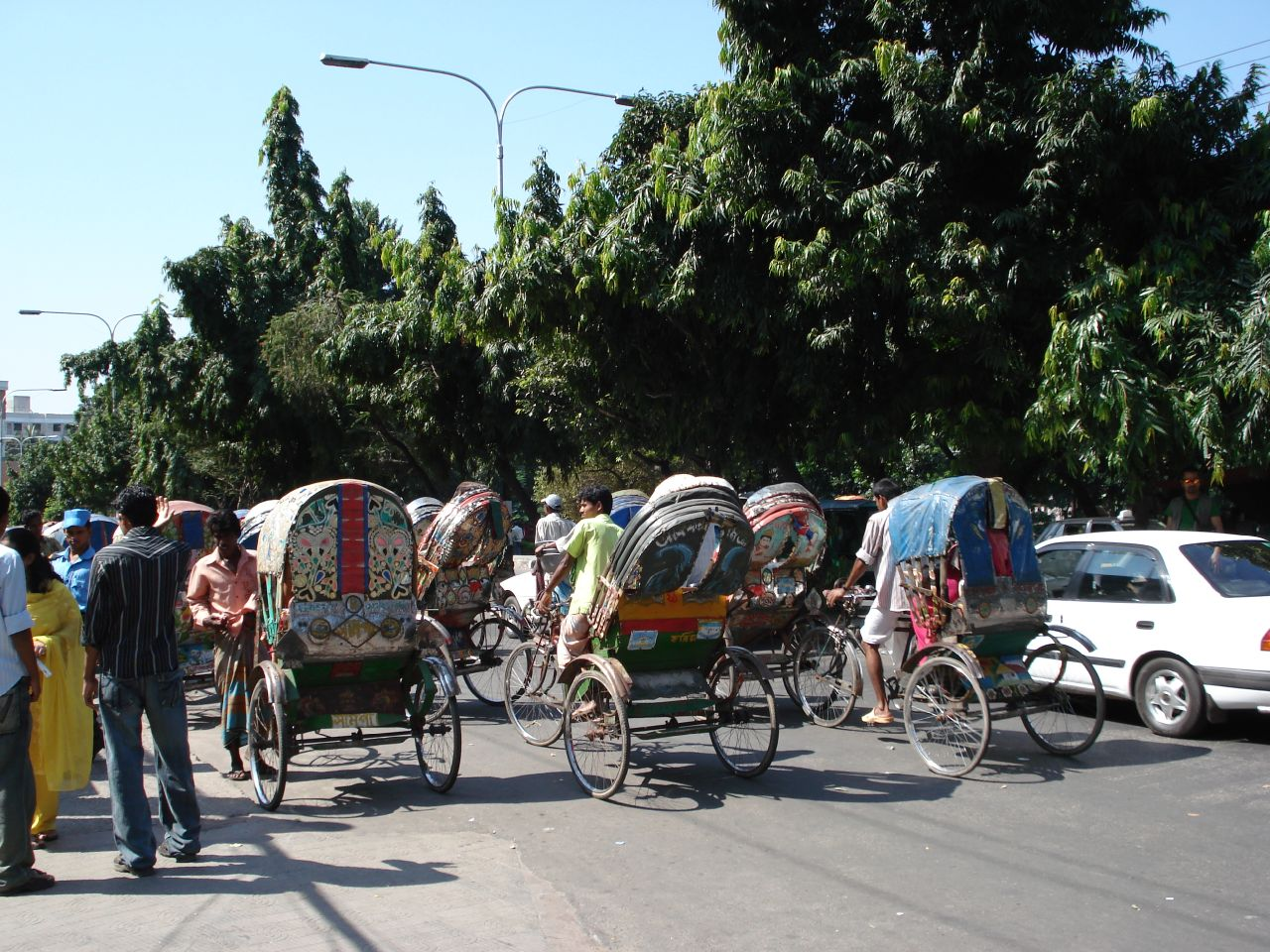
Riksza rowerowa w Dhace w Bangladeszu - Światowej Stolicy Riksz

Riksza rowerowa – rodzaj roweru, najczęściej trójkołowego, dostosowanego i wykorzystywanego w charakterze rikszy do przewozu pasażerów lub towarów, zwykle na zasadach komercyjnych (za opłatą). W Polsce słowo riksza zwykle jest utożsamiane właśnie z rikszą rowerową ze względu na brak popularności wcześniejszej riksz ciągniętych (pieszych). Ze względu na zastosowanie spotyka się określenie taksówka rowerowa lub velotaxi.
W przeciwieństwie do riksz ciągniętych przez osobę pieszo, riksze rowerowe są napędzane przez człowieka przez pedałowanie, a od czasu upowszechnienia rowerów elektrycznych także ze wspomaganiem silnikiem elektrycznym, jednakże konstrukcyjnie wykorzystują budowę roweru. Konstrukcje tych pojazdów są bardzo zróżnicowane, w większości jednak bardzo proste. Są to przeważnie trójkołowce o masie kilkudziesięciu kilogramów z napędzaną tylną osią (bez mechanizmu różnicowego), na której znajduje się siedzisko tylne dla 2-3 osób. Inne konstrukcje to trójkołowce wyposażone w siedziska przednie, umieszczone nad przednią osią i napędzane poprzez tylne koło (jak w rowerze). Istnieją modele czterokołowe, a niektóre rowery z przyczepami są skonfigurowane jako riksze rowerowe.
W wielu krajach azjatyckich, takich jak Bangladesz, Indie i Chiny, fotel pasażera znajduje się za kierowcą, podczas gdy w Indonezji, Malezji, Kambodży i Wietnamie kierowca siedzi za siedzeniem pasażera. Na Filipinach siedzenia pasażerskie znajdują się zwykle obok kierowcy w bocznym wózku. Podobnie w trishaw w Singapurze i sai kaa w Birmie pasażerowie siedzą obok kierowcy. 
Pierwsze riksze rowerowe zostały zbudowane w 1880 roku i po raz pierwszy zostały szeroko zastosowane w 1929 roku w Singapurze. Sześć lat później osiągnęły przewagę liczebną nad ciągniętymi rikszami. Do 1950 roku riksze rowerowe znalazły się w każdym kraju Azji Południowej i Wschodniej. Kryzys ekonomiczny ma przełomie lat 20. i 30. XX wieku oraz II wojna światowa doprowadziły do wzrostu popularności tych pojazdów, szczególnie w Azji. Pod koniec 1980 roku na świecie było około 4 milionów riksz rowerowych. 
W XXI w. riksze są nadal popularne i powszechne w Południowej Azji. Jest ich sporo w najbiedniejszych krajach Azji. Są najpopularniejszymi środkami transportu w Bangladeszu, którego stolica Dhaka zwana jest „Rikszową Stolicą Świata”.  Zostały w nim wprowadzone około 1938 roku, a pod koniec XX wieku w Dhace było 300 000+ riksz rowerowych. Każdego dnia kursuje około 400 000 riksz rowerowych. W Indiach riksze rowerowe były używane w Kalkucie od około 1930 roku i są obecnie powszechne na obszarach wiejskich i miejskich Indii.  
Podczas II wojny światowej, kiedy Polska znajdowała się pod okupacją nazistowskich Niemiec, władze niemieckie skonfiskowały większość prywatnych samochodów osobowych i ciężarowych oraz wiele tramwajów i autobusów. Z tego powodu transport publiczny został częściowo zastąpiony rikszami rowerowymi, początkowo improwizowanymi, a z czasem masowo produkowanymi przez fabryki rowerów. 
W drugiej połowie XX wieku riksze rowerowe jako rowerowe taksówki pojawiły się w miastach w Europy i Ameryki jako rozrywka dla turystów. W XXI wieku wykorzystywane głównie jako transport turystyczny lub rowerowe taksówki na obszarach miejskich, gdzie ruch pojazdów mechanicznych jest ograniczony.